# 气球 (2018年电影)
是2018年上映的德国惊悚片，由米夏埃尔·赫尔比希执导，赫尔比希、基·霍普金斯与蒂洛·罗斯切森编剧，弗莱德里奇·穆克、卡罗利妮·舒赫、大卫·克劳斯、艾麗西婭·馮·里特貝格和托马斯·克莱舒曼主演。影片改编自1979年東德熱氣球逃亡事件，讲述珀斯内克的两个家庭乘坐自制熱氣球跨越德国国内边界，从东德叛逃到西德的故事。
电影拍摄前，导演赫尔比希获准查阅东德特务机构史塔西数千页关于氣球逃亡的文件。尽管如此，部分影评人把电影当成动作惊悚片看，认为缺乏历史深度。另一部关于该逃亡事件的电影是华特迪士尼公司1982年制作的《午夜大逃亡》。
电影于2018年9月27日在德国上映。

## 剧情

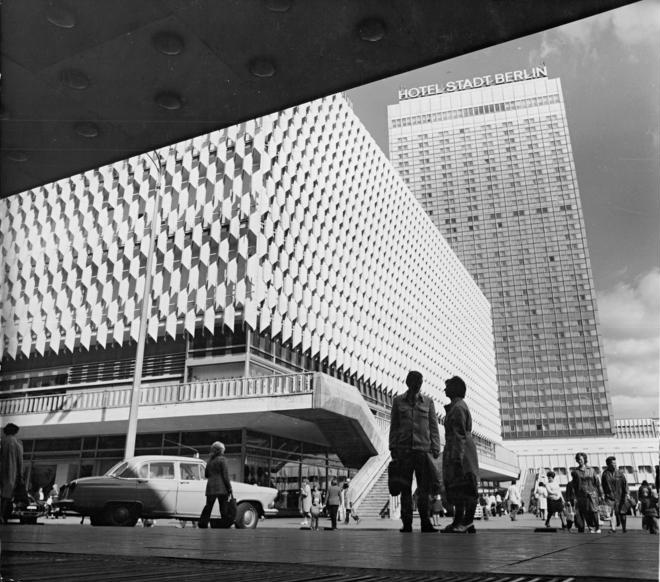
在柏林，成功逃亡的斯特雷尔兹克一家住在柏林亚历山大广场丽柏酒店，与当地的美国大使馆取得联络。

1979年夏天，图林根州珀斯内克的斯特雷尔兹克一家和韦策尔一家策划惊天计划，打算利用自制熱氣球从东德逃往西德。冈特·韦策尔认为逃亡需要极佳的风力条件，实在太过危险，又觉得氣球太小，只能容纳8个人，妻子佩特拉正担心两个孩子弗兰克和安德烈斯能不能坐下。因此在一段时间内，他们暂停逃亡计划。斯特雷尔兹克一家的多丽丝和彼得夫妇想跟两个儿子单独逃走。其中一个儿子弗兰克爱上了邻居埃里克的女儿卡拉拉·鲍曼，埃里克是史塔西的人。临别前，弗兰克给卡拉拉写了一封告别信。
夜晚，斯特雷尔兹克一家将氣球和其他配件装进卡车，开车到森林放飞氣球。一家人坐在吊籃裡，在云层的遮挡下，边境的哨兵没有发现他们。然而快要抵达边境的时候，连接气瓶和燃烧器的管道冻结堵塞，氣球掉了下来，幸好没人受伤。之后，一行人回到车里，销毁了所有装备。弗兰克想回去拿写给卡拉拉的信。不久后，史塔西发现了废弃的氣球，意识到有人要逃跑，在塞德尔中校的指挥下展开大规模搜查。塞德尔拷问了当晚值班的边境卫兵，指责他们没有认真对待任务。调查人员之后将区域缩小到氣球升空必须经过的半径范围，嫌疑人范围也随之缩小。
之后几个礼拜，两家人一直担心特务机关会因为逃亡的事情找上门。多丽丝尤其担心，因为她的药在森林里丢了，这种定制化的药会向对方提供重要信息。彼得打算再次尝试。在此之前，两人来到东柏林，希望在东柏林美国大使馆的帮助下离开，结果失败。彼得说服冈特再做一个逃跑氣球。为了避免被人察觉，他们搜集材料时异常小心，往返于多个城市，每个地方买一点布料。每天晚上，冈特坐在缝纫机旁边，仔细将布料缝在一起。就在此时，塞德尔中校正迅速整理两家人逃跑的线索。他必须不计代价，让国家不会因为逃亡事件大获成功而蒙羞。
多丽丝担心的事情还是发生了，调查人员追踪药片的来源，来到了当地的药房，拿到了所有收据。特务机构在报纸上公开斯特雷尔兹克一家第一次逃亡时，在着陆地点遗留的物品。冈特担心邻居察觉到缝纫机运转发出的巨大噪音，将工作转移到斯特雷尔兹克家的地窖进行。弗兰克意识到克拉拉的父亲埃里克去药房搜查时，风向开始朝向北方，适合氣球放飞，第二次逃亡就在当晚展开。史塔西查到两家人的身份，正破门而入的时候，他们已经在出发地点的路上。然而这一次的出发不像上次那样成功，氣球飞了半个小时，燃料耗尽，降落在一处森林。一开始，大家不知道是否已经成功跨越边境。彼得和冈特检查周围环境，碰到巴伐利亚警方的巡逻车。警察告诉他们这里是西德的上弗兰肯，两家人欣喜不已。塞德尔中校与上级须向埃里希·梅尔克解释情况，埃里克·鲍曼被史塔西审讯。
10年后，多丽丝和彼得看电视时，看到东德总理汉斯-迪特里希·根舍在捷克大使馆宣布聚集在当地的东德居民可以离开。

## 阵容

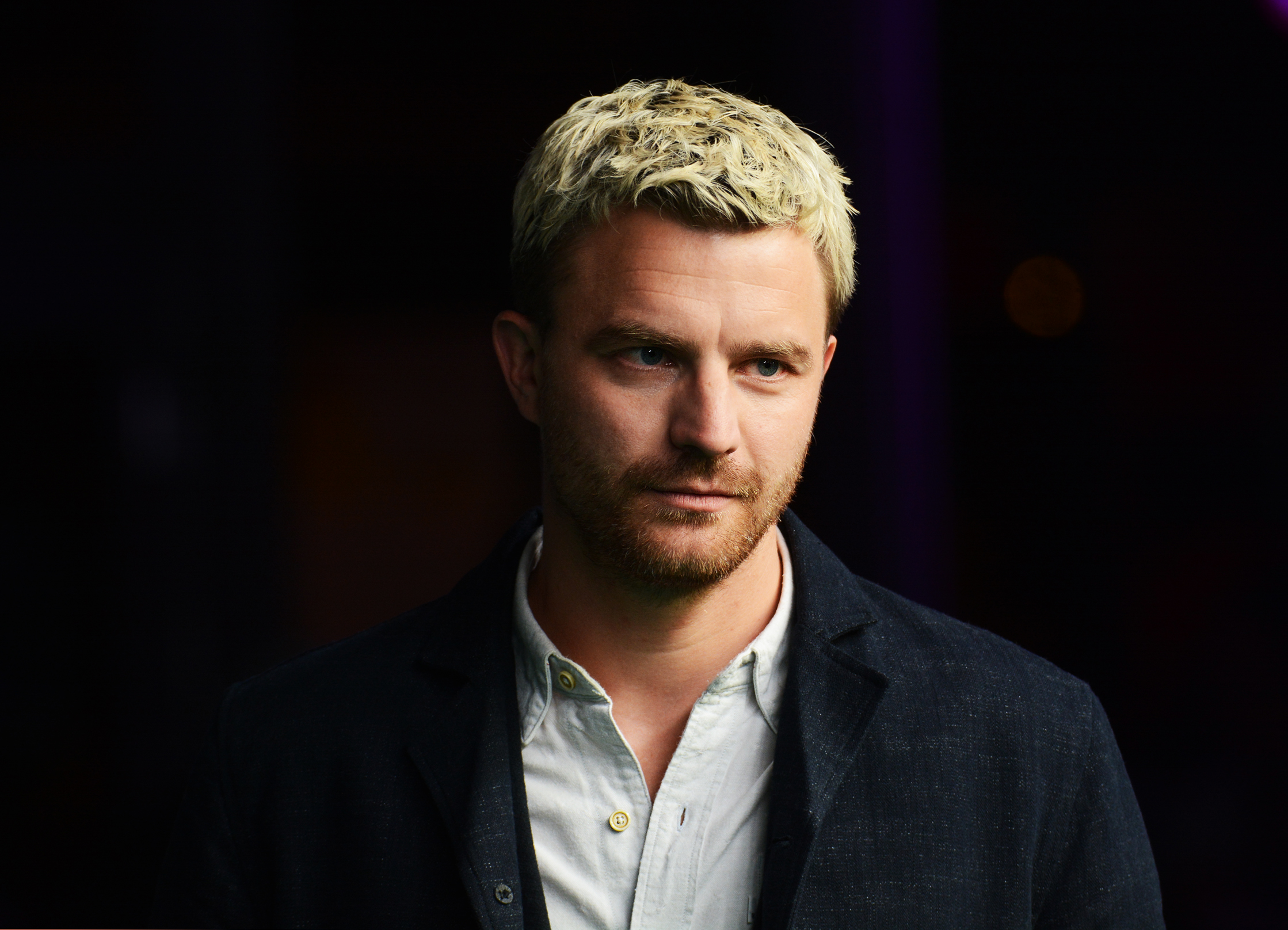
彼得·斯特雷尔兹克扮演者弗里德里希·穆克亮相慕尼黑电影节。

- 弗里德里希·穆克（英语：Friedrich Mücke） 饰 彼得·斯特雷尔兹克（Peter Strelzyk）
- 卡罗琳·舒赫（英语：Karoline Schuch） 饰 多丽斯·斯特雷尔兹克（Doris Strelzyk）
- 大卫·克劳斯 饰 冈特·韦策尔（Günter Wetzel）
- 艾麗西婭·馮·里特貝格 饰 佩特拉·韦策尔（Petra Wetzel）
- 托马斯·克莱舒曼 饰 塞德尔中校（Lieutenant Colonel Seidel）
- 乔纳斯·霍尔登瑞德（德语：Jonas Holdenrieder） 饰 弗兰克·斯特雷尔兹克（Frank Strelzyk）
- 蒂尔曼·多布勒（德语：Tilman Döbler） 饰 安德烈亚斯·“菲舍尔”·斯特雷兹克（Andreas "Fitscher" Strelzyk）
- 克里斯蒂安·奈特（德语：Christian Näthe） 饰 海姆上尉（Captain Heym）
- 蒂尔·帕茨（Till Patz）饰 彼得钦斯·韦策尔（Peterchen Wetzel）
- 本·泰克曼（Ben Teichmann）饰 安德烈亚斯·韦策尔（Andreas Wetzel）
- 罗纳德·库库利斯（德语：Ronald Kukulies） 饰 埃里克·鲍曼（Erik Baumann）
- 艾米丽·库什（德语：Emily Kusche） 饰 克拉拉·鲍曼（Klara Baumann）
- 塞巴斯蒂安·胡尔克（德语：Sebastian Hülk） 饰 莱施中士（Sergeant Lesch）
- 格诺特·库内特（德语：Gernot Kunert） 饰 席拉中校（Lieutenant Colonel Schirra）
- 乌尔里希·弗里德里希·布兰德霍夫（德语：Ulrich Friedrich Brandhoff） 饰 托诺中校（Lieutenant Colonel Tornow）
- 彼得·特拉布纳（德语：Peter Trabner） 饰 药剂师
- 伯恩德·迈克尔·拉德（英语：Bernd Michael Lade） 饰 维茨克上校（Colonel Witzke）
- 凯伊·沃·包利茨（德语：Kai Ivo Baulitz） 饰 斯特雷尔中尉（Lieutenant Strehle）
- 伯恩德·施泰格曼（德语：Bernd Stegemann (Schauspieler)） 饰 统一社会党地方领导人迈斯纳（Meissner）
- 安杰·特劳（德语：Antje Traue） 饰 幼儿园老师乌尔里克·皮尔（Ulrike Piehl）
- 塞巴斯蒂安·布莱克（德语：Sebastian Schwarz (Schauspieler)） 饰 库恩中尉（Lieutenant Kuhn）
- 伊莱·瓦瑟沙伊德（德语：Eli Wasserscheid） 饰 贝特·鲍曼（Beate Baumann）
- 蒂洛·克莱纳（德语：Tilo Keiner） 饰 值班军官
- 彼得·普拉格（德语：Peter Prager） 饰 冈特的继父
- 娜佳·恩格尔（德语：Nadja Engel） 饰 冈特的母亲

## 制作

### 开发
逃亡事件发生的时候，我和斯特雷尔兹克的小儿子菲舍尔一样大。我看迪士尼那部电影（《午夜大逃亡》）的时候，我和大儿子弗兰克一样大。我能理解这些人冒着生命危险投奔自由，这正是整个故事最大胆、最疯狂的地方，完全吸引了我。——米夏埃尔·赫尔比希
导演米夏埃尔·赫尔比希花六年时间准备电影。几年前，他结识了东德难民冈特·韦策尔，对方向他讲述了故事的全貌。1978年，韦策尔和之前共事的同事想到用自制熱氣球越过东德边境的点子。而早在1980年代，美国华特迪士尼公司就以该事件为题材，制作了电影《午夜大逃亡》，赫尔比希就是在弗兰克·斯特雷尔兹克一样大的时候，看了这部1982年首映的电影。
赫尔比希本打算买下这部电影的翻拍权，结果两个家庭“彻头彻尾”地卖掉了他们的故事。他拿购买合同咨询律师的意见，对方建议他不要继续下去。最终，赫尔比希在羅蘭·艾默瑞奇的牵线搭桥下联系上迪士尼。赫尔比希与两家人签订顾问合同。没有他们的祝福，他不会拍这部电影。他通过herbXfilm 获得70万欧元资助。此外，影片还获得柏林-勃兰登堡媒体委员会相同数额的资助，以及拜仁电影电视基金会125万欧元资助。德国电影基金为影片补贴了2,049,800欧元，德国中央媒体基金补贴了15万欧元，电影资金局补贴65万欧元。影片是herbXfilm第一部与頻道製片公司和SevenPictures合作的电影。
北德廣播公司的克里尚·科赫（Krischan Koch）表示赫尔比希力求最细微的细节都做到真实。尽管如此，电影不讲述东德的国家安全及政治压迫。相反，赫尔比希着重介绍逃亡的戏剧场面。《柏林报》诺伯特·科赫-克劳克（Norbert Koch-Klaucke）指出，成功逃亡后，两个家庭走上了截然不同的人生道路，这在电影中没有展现：“新的剧情开始了。成功逃亡后，西德媒体以头版报道事件，东德世界尴尬非常，两个家庭感受东德复仇心切，被史塔西在西德迫害。”一方面东德希望两家人能回来，另一方面根据史塔西的文件，埃里希·梅尔克的情报系统立即启动名为“梨”的行动计划，让西德成为氣球难民谋生的地狱。

### 摄制与设备

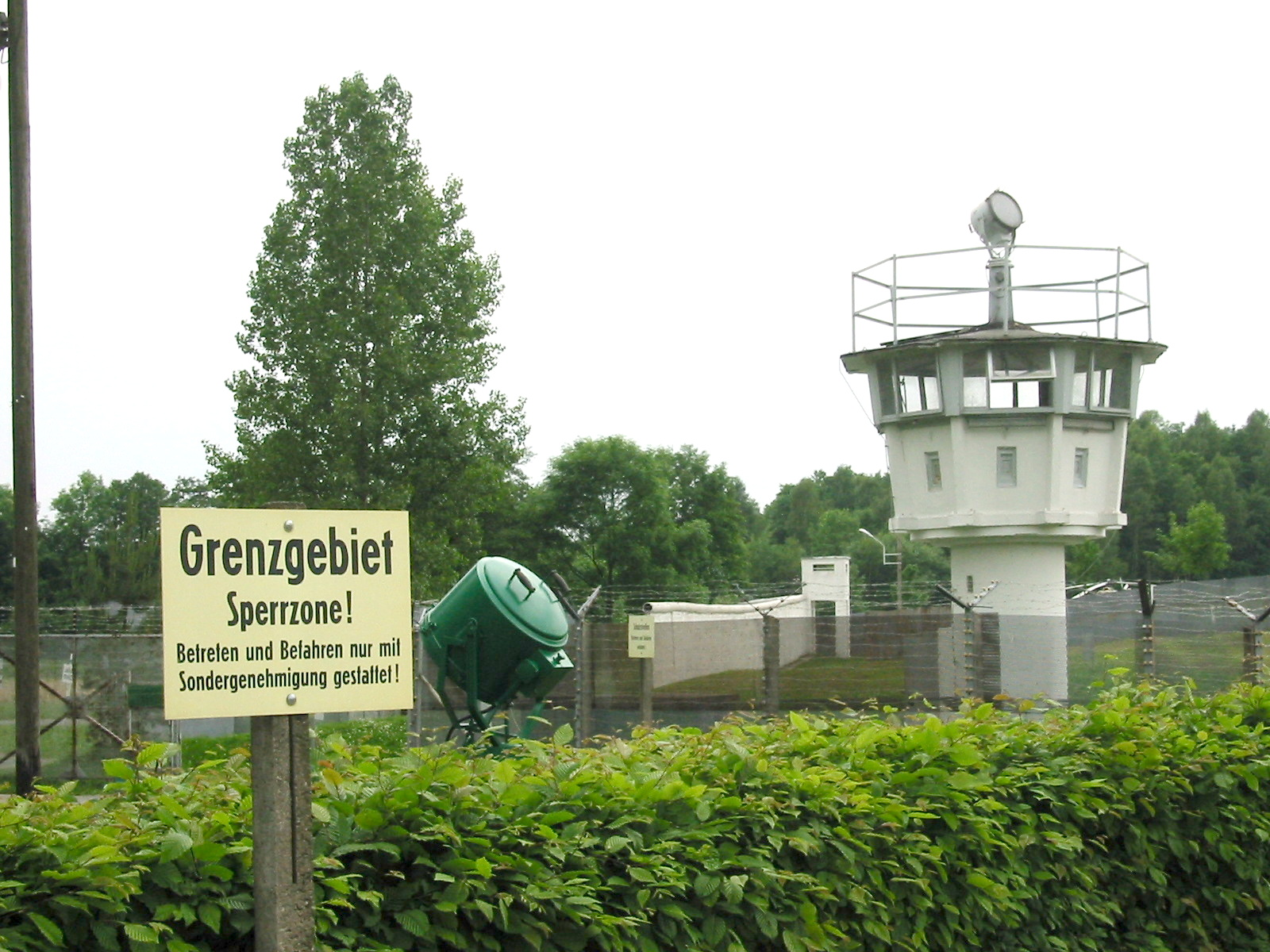
围城默德拉罗伊特的默德拉罗伊特露天博物馆保存着东德的瞭望塔，摄于2017年10月

摄制工作于巴伐利亚、图林根和柏林展开，2017年9月18日在慕尼黑启动，2017年10月移师到1970年代东德风格小镇北哈尔本以及围城默德拉罗伊特拍摄，其中默德拉罗伊特由巴伐利亚和图林根分管。录音工作于2017年10月在柏林进行。片中的柏林城市酒店取景于亚历山大广场公园旅馆酒店。经过长达50天的拍摄，摄制工作于2017年11月24日杀青。托斯滕·布鲁尔担任摄影。
赫尔比希阅读了史塔西有关逃亡事件的文件，以及在坠毁现场拍摄的氣球吊舱照片。相关照片与录音资料在片尾演职人员名单出现。片中的两个氣球为实物，不是由電腦動畫製作。第二个氣球高32（105英尺），由1,245平方（13,400平方英尺）的面料制造，体积达4,290立方（151,000立方英尺）。真正在逃亡中使用的氣球正在维修，无法使用。尽管如此， 制作团队还是使用了绿幕。真正的氣球在雷根斯堡巴伐利亚历史博物馆展示，2019年6月开幕。

### 配乐与发行
影片配乐由拉尔夫·温根迈尔作曲，巴伯斯贝格德国电影管弦乐团录制。Quotenmeter.de的西德尼·施林（Sidney Schering）认为拉尔夫的配乐让电影充满了巨大的紧张感：“和汉斯·季默在克里斯托弗·诺兰作品《敦刻尔克》中采用时钟滴答声类似，《气球》的配乐也依赖扭曲的打击乐、酷炫的合成器和割裂的弦乐创造短而酷的节拍。”片中佩特拉·韦策尔在氣球里哼唱儿歌《布美曲》安抚两个孩子的场景还原了历史。
2018年6月底，第一支预告片发行。2018年9月12日，影片在慕尼黑马泰瑟电影节首映，冈特·韦策尔与两个孩子及其他几人、弗兰克·里德曼、安德烈亚斯·“菲舍尔”·斯特雷兹克出席。导演赫尔比希因健康原因缺席。
2018年9月27日，影片在德国的电影院上映。2018年秋，影片在苏黎世电影节和海法国际电影节放映。2019年6月14日，影片在英国上映。影片获得拜仁电影电视基金会20万欧元发行补助，获柏林-勃兰登堡媒体委员会15万欧元发行补助。

## 发行
在德国，影片获“适合12岁及以上儿童观看”分级，共吸引约93.6万名观众观看。电影入选2019年德国电影奖候选名单。

### 专业评价
汇总媒体烂番茄收录30条评论，打出74%的新鲜度，平均得分7.1/10。网站共识写道：“《气球》和原型故事一样激动人心，但仍然是一部制作精良、时常引人入胜的政治惊悚片。”Metacritic根据12条评论打出53/100的平均分，表示“褒贬不一或口碑平平”。
Epd Film的安德烈·佩策（Andre Petzer）认为导演赫尔比希做了一些戏剧化的改动，将三次逃亡缩减成两次，将第二个氣球耗时较长的修补工作缩短到六个礼拜，打造非常情绪化的时刻。他觉得赫尔比希彻底改变了自己，正如他所说，是“整个过程都在制造悬疑的导演，即便结局已经公布，也要把悬疑坚持到最后一刻。”他认为影片最后一句台词十分苦涩，那是逃亡者来到上弗兰肯的时候，当地的巴伐利亚人说：“还有多少人过来？”突然间让影片非常贴近于眼下的难民危机，不久前德国人还因为看不到未来而逃离。

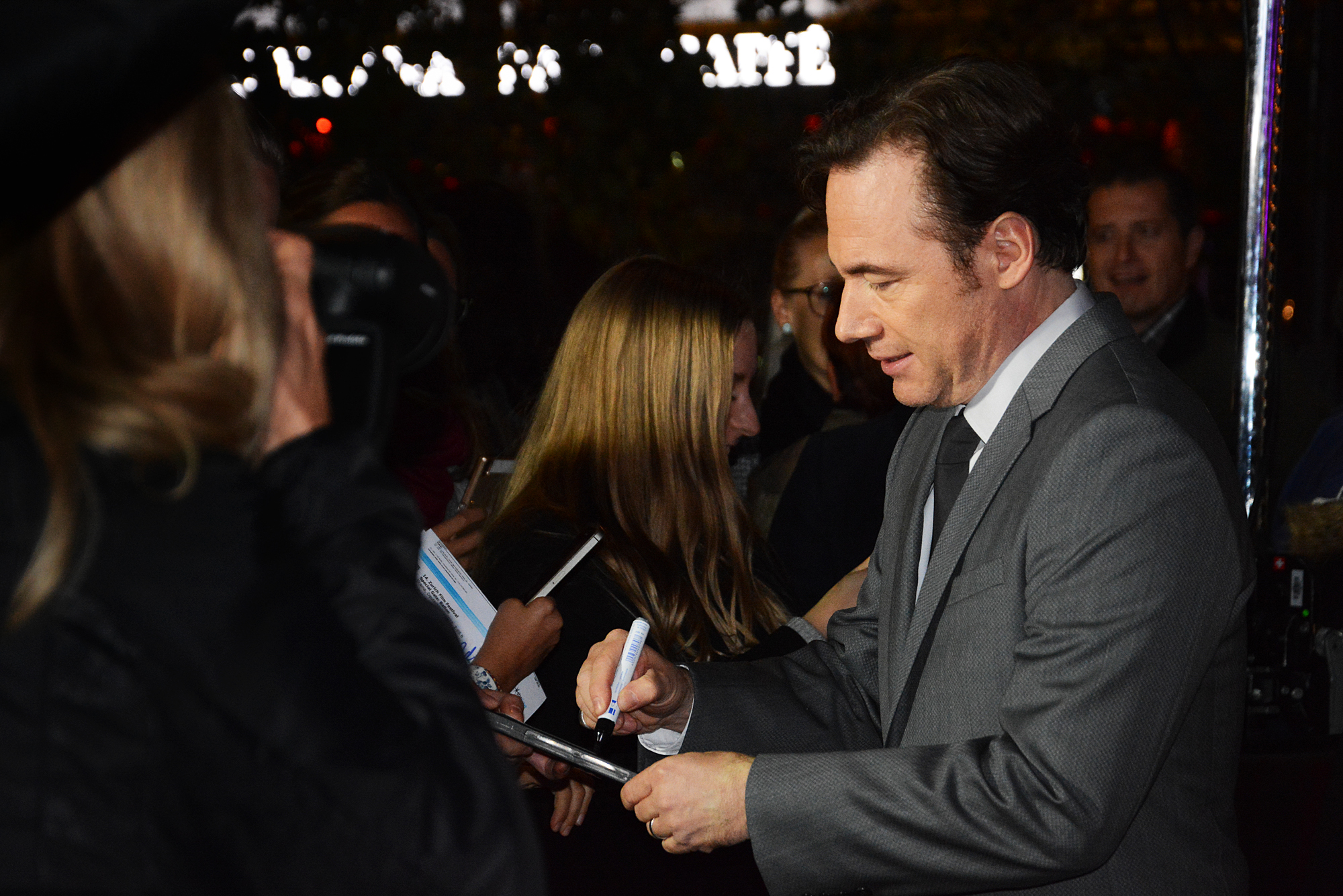
米夏埃尔·赫尔比希在苏黎世电影节介绍影片

《南德意志报》的卡罗琳·梅塔·贝塞尔（Karoline Meta Beisel）认为肥皂剧式的配乐让这部电影变成分上下两集的美妙私人电视剧，但有些元素太多了，音乐太多、悲伤太多、戏剧太多。
德国电影媒体评级认为影片“非常有价值”。委员会认为，赫尔比希将斯特雷兹克一家与塞德尔调查员之间的猫鼠游戏打造成犯罪惊悚片，特别是临近结尾时让人喘不过气的紧张气氛。毫无疑问，深入的调查研究及对细节的关注塑造了情景、场景、设备和服装的戏剧性，这些元素得到配乐的完美支撑。尽管东德的社会制度在其急切地复仇心中得到展现，导演赫尔比希还是展现了东德公民对祖国态度的细微差别。这样一来，《气球》便成了一部非常激动人心、精心策划和差异化的电影，讲述了显然无法实现的对自由的渴望在日后变为现实。

### 奖项
- 德国电影和平奖桥奖（德语：Friedenspreis des Deutschen Films – Die Brücke）（大奖）：米夏埃尔·赫尔比希[34]
- 哈特兰国际电影节（英语：Heartland Film Festival）观众选择奖：文化旅程：德国（米夏埃尔·赫尔比希）[35]
- 德国摄影奖（德语：Deutscher Kamerapreis）：电影类提名：托斯滕·布鲁尔[36]